# Temelucha nivalis
Temelucha nivalis är en stekelart som beskrevs av Geoffrey John Kerrich 1959.
Temelucha nivalis ingår i släktet Temelucha och familjen brokparasitsteklar. Inga underarter finns listade i Catalogue of Life.